# Annie Oliv
Annie Oliv (Jönköping, 12 ottobre 1987) è una modella svedese, eletta Miss Mondo Svezia 2007 l'8 settembre 2007.
In qualità di vincitrice di tale titolo, ha ottenuto la possibilità di rappresentare la Svezia a Miss Mondo 2007 a Sanya, in Cina il 1º dicembre 2007. Oltre ad essere riuscita a classificarsi al quarto posto, Annie Oliv è stata eletta Regina Continentale dell'Europa.
Al momento dell'elezione, Annie Oliv era una studentessa dell'ultimo anno, ed aveva un anno di esperienza presso la Royal Ballet School. Nel 2008 ha partecipato al Melodifestivalen, il concorso musicale che serve a determinare la rappresentanza svedese per l'Eurovision Song Contest.